# 1544 Vinterhansenia
1544 Vinterhansenia је астероид главног астероидног појаса. Приближан пречник астероида је 21,71 ,
а средња удаљеност астероида од Сунца износи 2,372 астрономских јединица (АЈ).
Инклинација (нагиб) орбите у односу на раван еклиптике је 3,333 степени, а орбитални период износи 1334,788 дана (3,654 године). Ексцентрицитет орбите астероида износи 0,105.
Апсолутна магнитуда астероида износи 11,70 а геометријски албедо 0,078.
Астероид је откривен 15. октобра 1941. године.